# Freiburger Diözesan-Archiv
Das Freiburger Diözesan-Archiv ist eine Zeitschrift zur Kirchen- und Landesgeschichte des Erzbistums Freiburg und angrenzender Gebiete. Sie erscheint seit 1865 als Zeitschrift des Kirchengeschichtlichen Vereins für das Erzbistum Freiburg.
Ursprünglich lautete der Titel Freiburger Diöcesan-Archiv. Organ des kirchlich-historischen Vereins der Erzdiöcese Freiburg für Geschichte, Alterthumskunde und christliche Kunst, mit Berücksichtigung der angrenzenden Bistümer, seit Band 31 (1909) trägt es seinen heutigen Titel Freiburger Diözesan-Archiv. Zeitschrift des Kirchengeschichtlichen Vereins für Geschichte, Christliche Kunst, Altertums- und Literaturkunde des Erzbistums Freiburg mit Berücksichtigung der angrenzenden Bistümer.
Ein regelmäßiger Teil des Freiburger Diözesan-Archivs ist das Necrologium Friburgense, das biographische Verzeichnis der verstorbenen Geistlichen des Erzbistums Freiburg.

## Schriftleiter
- Band 1, 1865 – 4, 1869: Wendelin Haid
- Band 5, 1870 – Joseph König
- Band 1920 – 1921: Friedrich Hefele
- Band 1921 – 61, 1933: Joseph Maria Benedikt Clauß
- Band 62, 1934 – 85, 1965 Hermann Ginter
- Band 86, 1966 – 128, 2008: Hugo Ott
- ab Band 129, 2009: Christoph Schmider